# I favori della signorinetta
I favori della signorinetta (Little Miss smiles) è un film drammatico americano del 1922 diretto da John Ford (con il nome d'arte di Jack Ford). A quanto si sa non esiste più in circolazione alcuna copia del film, ed è perciò da considerarsi un film perduto.

## Trama
Come descritto in una rivista di film, la famiglia ebraica Aaronson è composta da Papa (Williams), Mama (Franklin), David (Rankin), Louis (Testa), Leon (Lapan), Esther (Mason) e un bambino (Blumfield). Vivono in un quartiere umile, nel ghetto ebraico di una grande città. Esther è una donna sorridente e solare e, in seguito al ricovero in ospedale della madre, che ha perso la vista, assume le funzioni di capofamiglia. Il dottor Jack Washton (Glass) all'ospedale resta affascinato da Esther, e la salva da "The Spider" (D'Albrook) quando questi penetra nell'appartamento degli Aaronson. Il giorno in cui la madre viene finalmente dimessa, David viene arrestato per aver sparato a The Spider. Il medico, per evitare alla madre di Esther il dolore di vedere il suo ragazzo arrestato, si assume la colpa della sparatoria. The Spider, tuttavia, si riprende dalla ferita e scagiona David da ogni colpa.